# Chris Skidmore
Christopher James Skidmore (Bristol, 17 maggio 1981) è uno storico e politico britannico.

## Biografia
Entra alla Camera dei Comuni nel 2010, eletto nel collegio di Kingswood. Si dimette l'8 gennaio 2024.